# Phyllis Johnson
Phyllis Wyatt Squire, coniugata Johnson e, successivamente, Waite (Royal Tunbridge Wells, 8 dicembre 1886 – Tonbridge, 2 dicembre 1967), è stata una pattinatrice artistica su ghiaccio britannica.

## Biografia
Phyllis Squire ha iniziato a pattinare secondo lo stile britannico. Con questo stile ha vinto il Challenge Shield fra il 1902 e il 1904 e l'English Challenge Cup nel 1904. In quello stesso anno la diciottenne Phyllis Squire si è sposata con James H. Johnson, con il quale ha formato anche una coppia nel pattinaggio. I coniugi Johnson hanno vinto l'argento olimpico nel 1908 e due ori e altre due medaglie mondiali fra il 1908 e il 1912. Nel momento in cui il marito ha lasciato il pattinaggio per problemi di salute, Phyllis Johnson ha iniziato a pattinare insieme a Basil Williams. Con il nuovo partner ha vinto una seconda medaglia olimpica, un bronzo nel 1920. Il risultato ha fatto di lei la prima pattinatrice capace di vincere due medaglie olimpiche con due partner diversi. Nel 1921 Johnson è diventata vedova. In seguito si è risposata.

## Palmarès

### Individuale femminile
| Evento                | 1912 | 1913 | 1914 | 1920 | 1921 |
| --------------------- | ---- | ---- | ---- | ---- | ---- |
| Giochi olimpici       |      |      |      | 4°   |      |
| Campionati mondiali   | 3°   | 2°   | 3°   |      |      |
| Campionati britannici |      |      |      |      | 1    |

### Coppie
(con James H. Johnson)
| Evento              | 1908 | 1909 | 1910 | 1912 |
| ------------------- | ---- | ---- | ---- | ---- |
| Giochi olimpici     | 2°   |      |      |      |
| Campionati mondiali | 2°   | 1°   | 3°   | 1°   |

(con Basil Williams)
| Evento          | 1920 |
| --------------- | ---- |
| Giochi olimpici | 3rd  |